# Зубовце (Куманово)
Зубовце (мкд. Зубовце) је насеље у Северној Македонији, у северном делу државе. Зубовце припада општини Куманово.

## Географија
Зубовце је смештено у северном делу Северне Македоније. Од најближег града, Куманова, село је удаљено 20 km источно.
Насеље Зубовце се налази у историјској области Средорек. Село је смештено на десној обали Пчиње. Око села се пружа поље. Надморска висина насеља је приближно 330 метара.
Месна клима је континентална.

## Становништво
Зубовце је према последњем попису из 2002. године имало 57 становника.
Већинско становништво у насељу су етнички Македонци (100%).
Претежна вероисповест месног становништва је православље.